# Pirassununga
Pirassununga é um município brasileiro do estado de São Paulo. Localizado na Região Centro-Leste do estado a uma latitude 21º59'46" Sul e a uma longitude 47º25'33" Oeste, estando a uma altitude de 627 metros. Sua população é de 73 545 habitantes, conforme o Censo 2022 do Instituto Brasileiro de Geografia e Estatística. Possui uma área de 727 km². O município é formado pela sede e pelo distrito de Cachoeira de Emas.

## Toponímia
As terras onde hoje se situa o município eram habitadas por índios de língua tupi que denominavam o atual distrito de Cachoeira de Emas como Pirasununga, que significa "peixes barulhentos" ou "barulho dos peixes", através da junção dos termos pirá ("peixe") e sunung ("fazer barulho").
O nome é uma referência ao fenômeno da piracema: todos os anos, no mês de dezembro, os peixes (principalmente curimbatás) sobem o Rio Mogi-Guaçu para a desova e, no esforço para nadar contra a correnteza, emitem sons semelhantes ao de roncos.

## História
Desde o século XVI, os bandeirantes já exploravam a região. No início do século XIX, chegou à região a família de Cristóvão Pereira de Godói, que fundou a Fazenda Santa Cruz. Em 1823, Ignácio Pereira Bueno e sua esposa instalaram-se na área central da cidade. Quando o então Bairro do Senhor Bom Jesus dos Aflitos foi oficialmente fundado, em 6 de agosto de 1823, com a celebração da primeira missa pelo padre Felippe Antônio Barreto, o nome de Pirassununga, que era designação atual de Cachoeira de Emas, foi aposto ao nome do novo local, que passou a se chamar Bairro do Senhor Bom Jesus dos Aflitos de Pirassununga. O local da primeira missa forma o largo onde hoje estão a Igreja da Assunção e a estação rodoviária.
Em 21 de novembro de 1828, a capela do Senhor Bom Jesus dos Aflitos de Pirassununga foi elevada a capela curada. Tornou-se freguesia em 4 de março de 1842, com a mesma denominação da capela, em terras do município de Mojimirim, sendo transferida para o município de Limeira no dia 8 de março daquele mesmo ano. A vila de Pirassununga foi criada em 22 de abril de 1865.

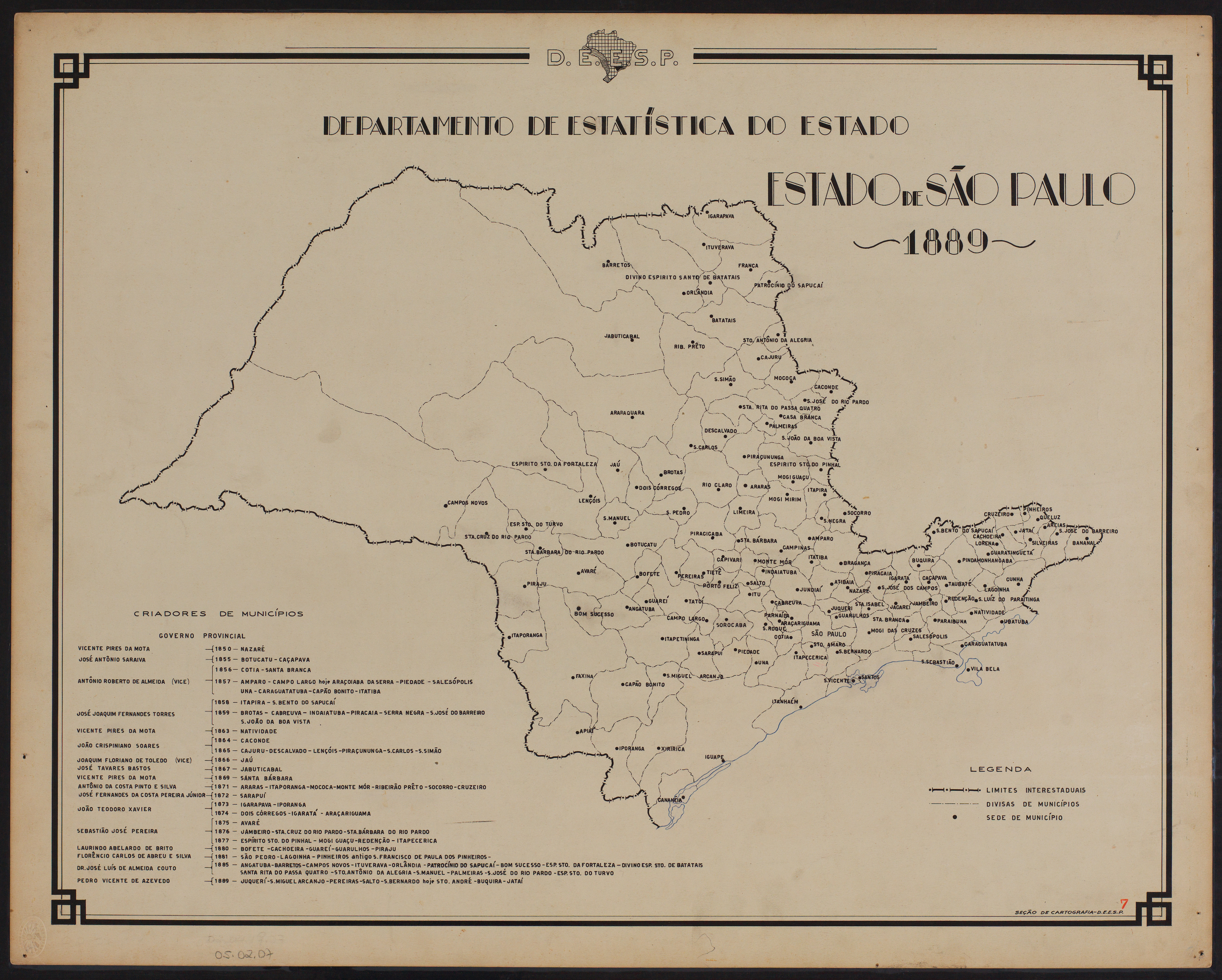
Estado de São Paulo (1889).

A ferrovia chegou à cidade em 1880 por um ramal de linhas férreas que ligaria Mojimirim à então Belém do Descalvado. A vila recebeu foros de cidade em 31 de março de 1879 e tornou-se comarca em 6 de agosto de 1890.
O grande nome da cidade, como empreendedor, administrador e político (da confiança do presidente Getúlio Vargas), exemplo de humanidade, até a metade do século XX, é o Dr. Fernando Costa. Ele foi responsável, direta ou indiretamente, pela vinda das mais importantes e históricas instituições da cidade, como: Academia da Força Aérea, 13º Regimento de Cavalaria Mecanizado, Universidade de São Paulo, Instituto de Educação Estadual Pirassununga (atual Escola Estadual Pirassununga), Centro Nacional de Pesquisa e Conservação de Peixes Continentais etc. Todas essas instituições provocaram, a partir da metade da década de 1950, um ciclo de crescimento populacional e econômico que perdurou até o início da década de 1980. A partir de então, o ritmo de crescimento populacional e econômico da cidade perdeu fôlego, fato este que é comprovado em relação as demais cidades da região. Tal estagnação deveu-se, sobretudo, ao fruto da combinação entre a falta de investimentos em distritos industriais, a ausência de qualificação de mão de obra (cursos técnicos, universidades) e as desavenças políticas e na total falta de visão de crescimento e de empreendedorismo de seus administradores.
A partir do início do século XXI, porém, a cidade passou a receber importantes investimentos (públicos e privados), no ensino superior (novos cursos na USP, novas faculdades privadas), na indústria (expansão do setor sucroalcooleiro, com a criação e ampliação de usinas de açúcar e álcool, além de novos distritos/polos industriais, que ajudaram a atrair novas empresas), no setor de serviços (novas cadeias de varejo), e na construção civil (principalmente, na verticalização da cidade), os quais, possibilitaram uma retomada suave no ciclo de crescimento econômico que perdura até os dias atuais.
Muito do que se sabe sobre a história de Pirassununga deve-se ao trabalho de pesquisa do professor Manuel Pereira de Godoy.

## Geografia
- Possui 35 km² de extensão urbana
- Possui 73 bairros e um distrito (Cachoeira de Emas).
- O Morro do Limoeiro é o ponto mais elevado, com 759 m;
- Está a 191 km em linha reta e 207 km pela SP-330 – Rodovia Anhangüera da capital
- Seu relevo é colinoso
- Sua paisagem é botânica: representações da Mata Atlântica em solos de melhor qualidade e cerrado em solos pobres; numerosas áreas de preservação ambiental

### Hidrografia
- Rio Itupeva
- Rio Mogi-Guaçu
- Rio do Roque

### Clima
O clima de Pirassununga é considerado subtropical úmido (Cwa de acordo com a classificação climática de Köppen-Geiger). A temperatura média anual é de 22 °C. O verão é quente, com precipitação, e o inverno é fresco, com pouca precipitação. Ao longo do ano, normalmente, a temperatura mínima nos meses mais frios é de 10 °C e a temperatura máxima nos meses mais quentes é de 30 °C e raramente são inferiores a 5 °C ou superiores a 35 °C.
As precipitações estão concentradas nos meses entre outubro e março, onde também há maior aumento da temperatura e humidade do ar. Nesse período elas podem vir na forma de chuva, acompanhadas de descargas elétricas atmosféricas, fortes rajadas de vento e, as vezes, de granizo.
Entre os meses de abril e setembro configura-se um cenário de pouca precipitação, ocasionado por sistemas meteorológicos que inibem a formação e entrada significativa de humidade. Nesse período do ano são comuns dias com grande amplitude térmica e ar muito seco. Geadas ocorrem ocasionalmente.

Em 20 de julho de 2021, durante a incursão de uma intensa massa de ar polar sobre o Brasil, Pirassununga registrou -3 °C. A cidade registrou a marca de 39 °C mais que uma vez, sendo que seu primeiro registro foi no dia 15 de outubro de 2008. Outras datas em que a temperatura máxima atingiu esse digito foram: 26 de outubro de 2008, 18 de outubro de 2014, 20 de outubro de 2015, e 28 e 30 de setembro de 2020.
| Dados climatológicos para Pirassununga | Dados climatológicos para Pirassununga | Dados climatológicos para Pirassununga | Dados climatológicos para Pirassununga | Dados climatológicos para Pirassununga | Dados climatológicos para Pirassununga | Dados climatológicos para Pirassununga | Dados climatológicos para Pirassununga | Dados climatológicos para Pirassununga | Dados climatológicos para Pirassununga | Dados climatológicos para Pirassununga | Dados climatológicos para Pirassununga | Dados climatológicos para Pirassununga | Dados climatológicos para Pirassununga |
| Mês | Jan                                    | Fev                                    | Mar                                    | Abr                                    | Mai                                    | Jun                                    | Jul                                    | Ago                                    | Set                                    | Out                                    | Nov                                    | Dez                                    | Ano                                    |
| --- | -------------------------------------- | -------------------------------------- | -------------------------------------- | -------------------------------------- | -------------------------------------- | -------------------------------------- | -------------------------------------- | -------------------------------------- | -------------------------------------- | -------------------------------------- | -------------------------------------- | -------------------------------------- | -------------------------------------- |
| Temperatura máxima média (°C) | 30                                     | 30                                     | 30                                     | 28                                     | 26                                     | 25                                     | 26                                     | 28                                     | 29                                     | 30                                     | 29                                     | 29                                     | 28,3                                   |
| Temperatura média (°C) | 24                                     | 24                                     | 24                                     | 22                                     | 19                                     | 17                                     | 17                                     | 19                                     | 21                                     | 23                                     | 24                                     | 24                                     | 21,5                                   |
| Temperatura mínima média (°C) | 20                                     | 20                                     | 19                                     | 17                                     | 13                                     | 11                                     | 10                                     | 12                                     | 15                                     | 17                                     | 19                                     | 20                                     | 16,1                                   |
| Chuva (mm) | 235,2                                  | 213                                    | 169,3                                  | 87,1                                   | 63                                     | 39,5                                   | 30,8                                   | 28,4                                   | 70,5                                   | 126,2                                  | 164,3                                  | 252,4                                  | 1,479,7                                |
| Dias com chuva | 13                                     | 13                                     | 10                                     | 6                                      | 5                                      | 3                                      | 2                                      | 2                                      | 6                                      | 9                                      | 10                                     | 14                                     | 93                                     |
| Fontes: Weather Spark (médias mensais de temperatura) e Administração Oceânica e Atmosférica Nacional (NOAA) (acumulado de chuva e dias com chuva) |                                        |                                        |                                        |                                        |                                        |                                        |                                        |                                        |                                        |                                        |                                        |                                        |                                        |

### Rodovias
- SP-330 - Rodovia Anhanguera
- SP-225 - Rodovia Deputado Ciro Albuquerque (Aguaí a Pirassununga)
- SP-225 - Rodovia Deputado Rogê Ferreira (Pirassununga a Itirapina)
- SP-201 - Rodovia Prefeito Euberto Nemésio Pereira de Godoy
- SP-328 - Sul: Santa Cruz da Conceição (Bairro Paraíso) a Pirassununga (R. Siqueira Campos)
- SP-328 - Norte: Pirassununga (Av. Duque de Caxias Norte) a Porto Ferreira (Av. Rudolf Streit)

## Demografia

### Dados demográficos
Dados do Censo - 2022
População Total: 73 545
- Urbana: 66 275
- Rural: 7 270
- Homens: 32 971
- Mulheres: 34 893

Densidade demográfica (hab./km²): 101,15
Mortalidade infantil até 1 ano (por mil): 9,33
Expectativa de vida (anos): 75,16
Taxa de fecundidade (filhos por mulher): 2,38
Taxa de Alfabetização: 93,95%
Índice de Desenvolvimento Humano (IDH-M): 0,839
- IDH-M Renda: 0,774 (a mesma do Cazaquistão)
- IDH-M Longevidade: 0,836 (a mesma dos Emirados Árabes Unidos)
- IDH-M Educação: 0,907 (Equivalente ao da Eslovênia)

(Fonte: IPEA DATA)

### Etnias
| Cor/Raça | Percentagem |
| -------- | ----------- |
| Branca   | 80,6%       |
| Negra    | 4,2%        |
| Parda    | 14,7%       |
| Amarela  | 0,2%        |
| Indígena | 0,1%        |

Fonte: Censo 2010

## Economia

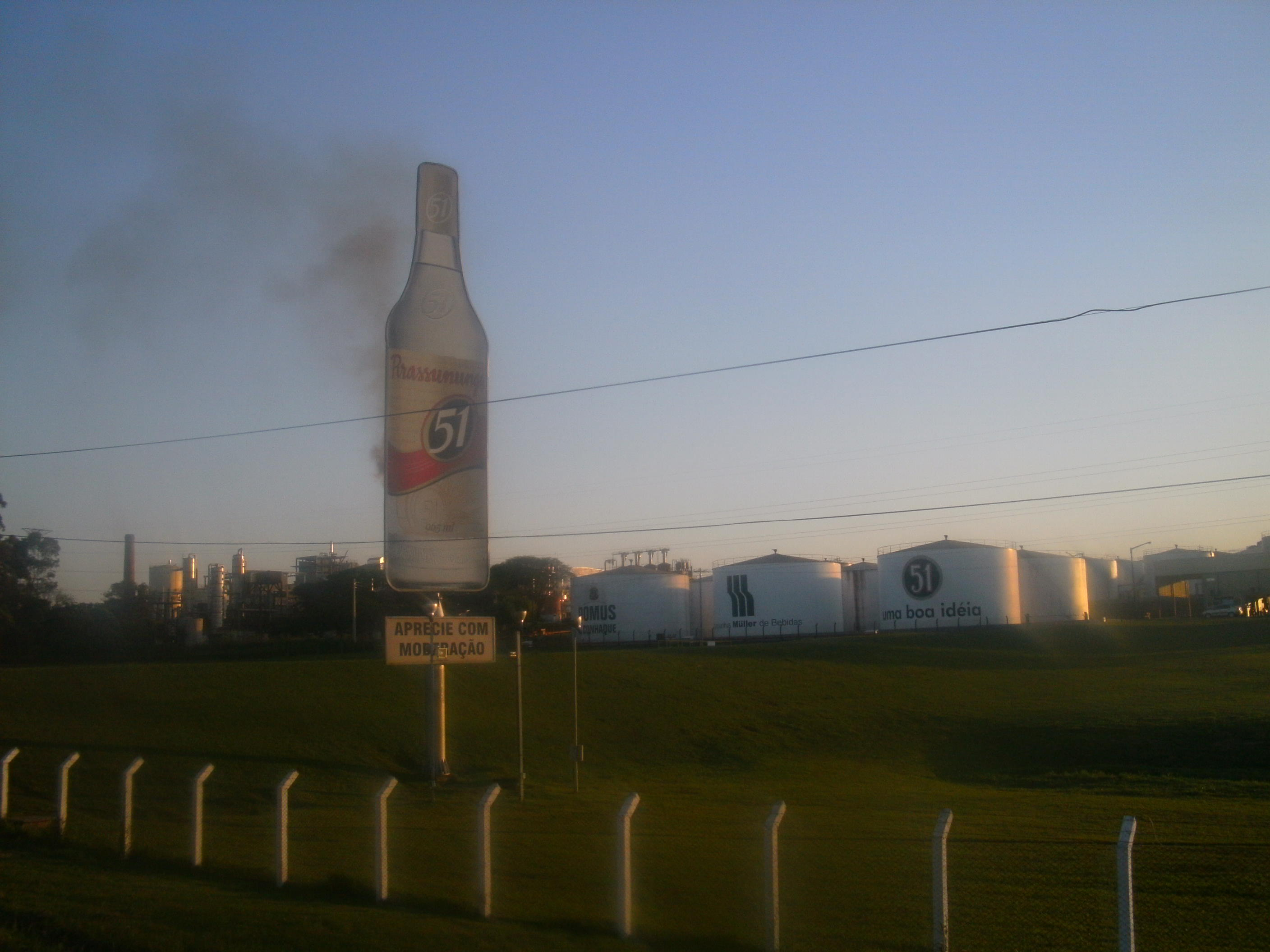
Indústria de aguardente Caninha 51.

A principal fonte de arrecadação de impostos é o setor sucroalcooleiro, com destaque para as indústrias de aguardente (Caninha 51, Cachaça 21, além de outros produtores), açúcar líquido e as 04 usinas de açúcar e álcool, as quais: Usina São Luiz Bioenergia (Ferrari Agroindústria e o Grupo Vale do Verdão), a Baldin Bioenergia S.A. (Usina Taboão), São Pedro Bioenergia S.A. (Usina Alfa) e a Ferrari Bioenergia (Usina Ferrari), na divisa com o município de Porto Ferreira.

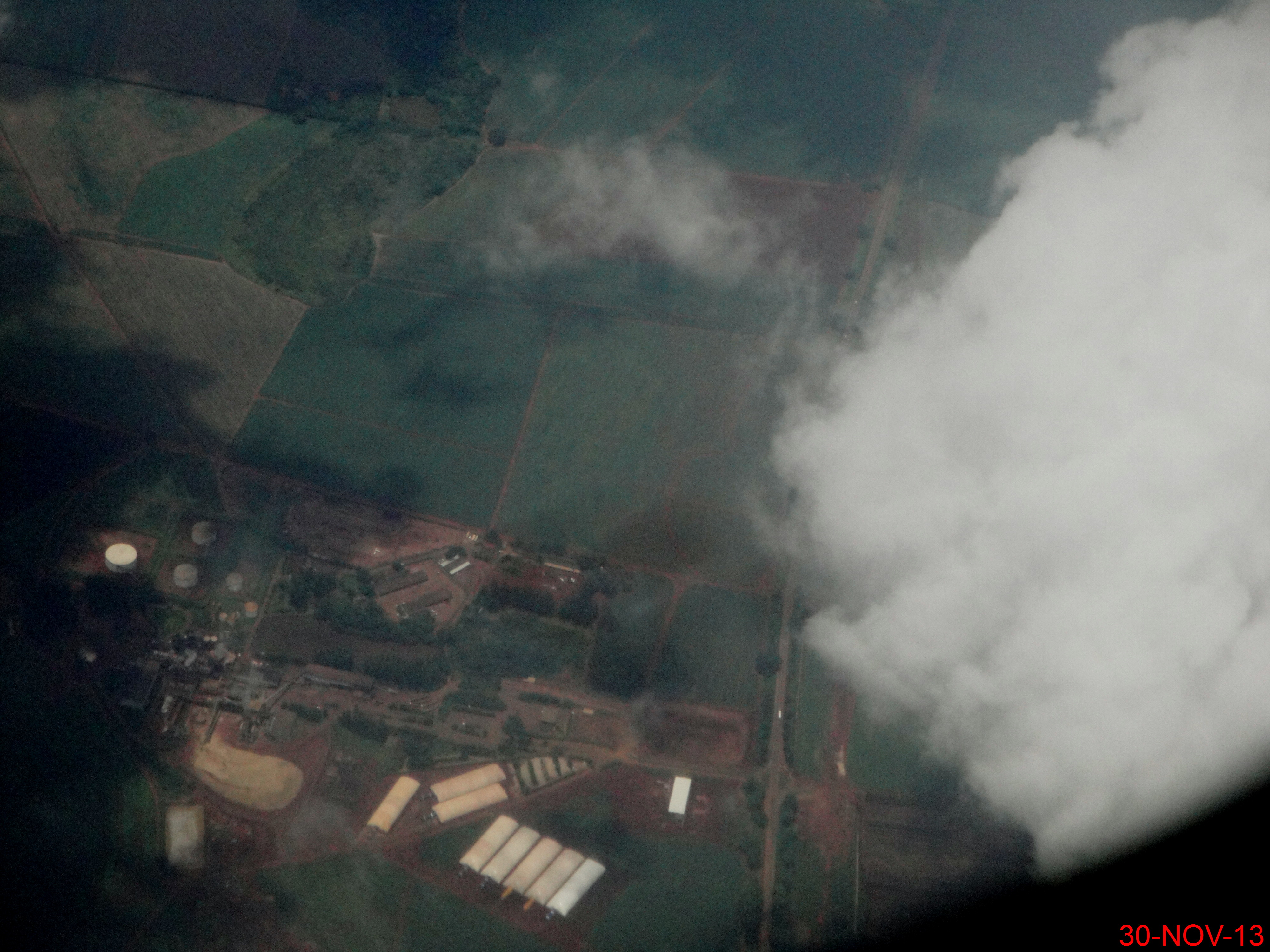
Vista Aérea da Usina Ferrari.

A cidade conta com três polos industriais instalados e um em planejamento:
- Distrito Industrial (em perímetro urbano): situado na entrada da cidade com a Rodovia Anhanguera, na pista sentido capital-interior, junto ao acesso do quilômetro 207.
- Polo Industrial Orlando Poggi: também situado na Rodovia Anhanguera, na pista sentido interior-capital, no quilômetro 208, próximo à Base Operacional da Polícia Militar Rodoviária, PMESP. Abriga as empresas Cargill (armazenagem de milho), Sotrange/Sotracap (transportes rodoviários) e Skylux (reatores e luminárias).
- Polo Industrial Guilherme Müller Filho: situado na SP-225, ao lado do Aeródromo Municipal Antonio Carlos Fávaro. Acesso rápido pela Avenida Felipe Boller Júnior ou pela Rua Siqueira Campos. A principal indústria nele instalada é a FVO-Brasília (rações para animais).

Em 2018, a cidade possuía 132 indústrias, segundo dados da Fundação Sistema Estadual de Análise de Dados. Além da indústria sucroalcooleira, destacam-se, ainda, as de próteses dentárias (principais empresas: Dentsply Sirona, Dentbrás, Blue Dent, Dencril, ADP Dental, entre outras) e artefatos de joalheria (principal empresa: Brüner).
O comércio, outra importante renda para a cidade, é compatível com o tamanho e o capital de giro da cidade, sendo movimentado, principalmente, pelos servidores públicos (militares e civis da Força Aérea Brasileira e Exército Brasileiro, funcionários do Serviço de Água e Esgoto de Pirassununga, do Centro Nacional de Pesquisa e Conservação de Peixes Continentais, além de professores, funcionários e alunos da Universidade de São Paulo). Em 2010, a cidade contava com 673 estabelecimentos comerciais, segundo dados da Fundação Sistema Estadual de Análise de Dados.
Várias das principais cadeias de varejo do país encontram-se presentes em Pirassununga, tais como: Casas Bahia, Casas Pernambucanas, Magazine Luiza, Droga Raia, Lojas CEM, Supermercado Dia, entre outros. Além disso, a cidade possui um estabelecimento da Rede Graal, na Rodovia Anhanguera e concessionárias de veículos das marcas General Motors, Volkswagen, Ford, Fiat, Toyota e Honda (motos e carros), além de cadeias de fast-food de renome nacional, tais como McDonald's, Bob's e Burguer King.
Na agricultura, além da cana-de-açúcar, destaca-se também a produção de laranja, bastante expressiva, sendo que a cidade possui, ainda, uma filial da Coopercitrus (Cooperativa de Produtores Rurais). Em 2008, de acordo com o Portal "Cidades@", do Instituto Brasileiro de Geografia e Estatística, Pirassununga produziu 1 700 000 toneladas de cana-de-açúcar e 310 000 toneladas de laranja.
No que se refere ao turismo e lazer, a cidade possui o Distrito de Cachoeira de Emas. No local o destaque fica por conta da a gastronomia, representado pelos vários restaurantes e quiosques especializados na culinária a base de peixe, os quais se constituem como a principal atração para seus visitantes, além do comércio de artesanato e os diversos pesqueiros e ranchos ao longo das margens do rio.

### Produto Interno Bruto Municipal - 2017
Em 2017, de acordo com dados da Fundação SEADE, Pirassununga obteve um produto interno bruto correspondente a R$2.665,7 milhões. O produto interno bruto municipal é obtido somando-se o valor adicionado (em 2017, de R$ 2.224,11 milhões) aos impostos arrecadados.
A composição do valor adicionado, em 2017, foi de:
- Agropecuária: R$ 111,41 milhões (5,01%)
- Indústria: R$ 468,82 milhões (21,08%)
- Serviços: R$ 1.643,87 milhões (73,91%)

Sendo que o produto interno bruto municipal de 2016 foi de  R$ 2.489,88 milhões, o crescimento econômico no período 2016-2017 foi de 7,06%.
Crescimento econômico registrado por setor, no mesmo período:
- Agropecuária: +23,4%
- Indústria: +0,65%
- Serviços: +3,6%

De acordo com o relatório "Tipologia dos Municípios Paulistas Baseadas no Produto Interno Bruto Municipal", da Fundação Sistema Estadual de Análise de Dados, em 2007, Pirassununga encontrava-se entre os 63 municípios paulistas considerados de perfil agropecuário com relevância no estado. Juntos, estes municípios representam 35,3 por cento do valor adicionado da agropecuária estadual.

### Exportações municipais - 2019
Em 2019, Pirassununga obteve um volume de exportações equivalente a US$ 47.984.023. Queda de 3,11% em relação a 2018
No mesmo período, Pirassununga atingiu um volume de importações de US$ 19.874.101, de forma que, em 2019, a cidade obteve um superavit comercial de US$ 28.109.922.

### Emprego

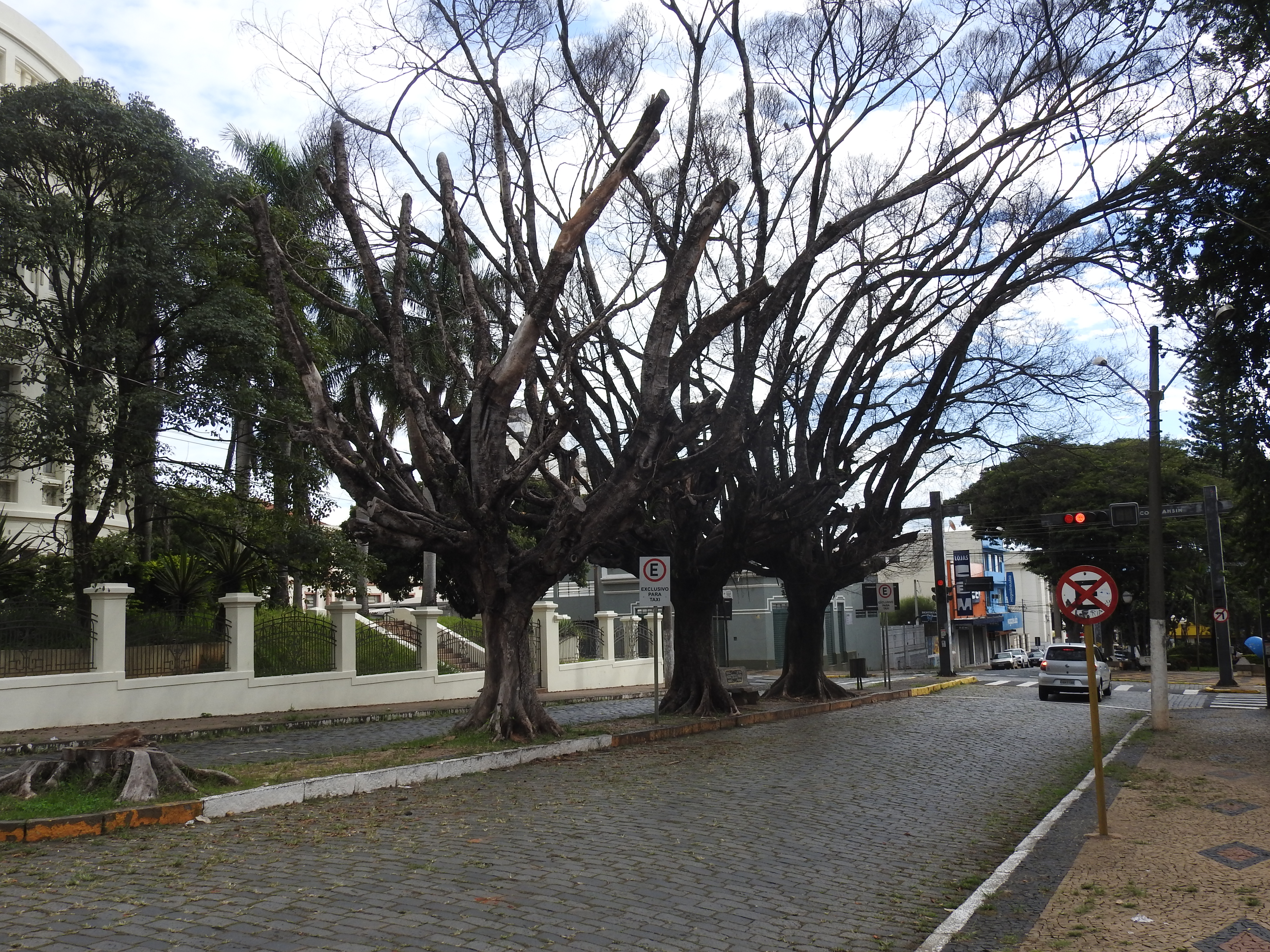
Aspecto do centro da cidade.

Em 31 de dezembro de 2010, Pirassununga possuía um total de 20.341 empregos ocupados. Os setores em que os empregos encontravam-se distribuídos, e a remuneração média que ofereciam eram os que seguem:
- Extrativa mineral - 4 empregos - Remuneração média R$ 1 163,10
- Indústria de Transformação - 4 758 empregos - Remuneração média R$ 1 848,98
- Serviços Industriais de Utilidade Pública - 271 empregos - Remuneração média R$ 2 359,03
- Construção Civil - 247 empregos - Remuneração média R$ 1 243,11
- Comércio - 3 817 empregos - Remuneração média R$ 1 194,71
- Serviços - 4 017 empregos - Remuneração média R$ 1.557,06
- Administração Pública - 4 171 empregos - Remuneração média R$ 2 804,25
- Agropecuária - 3 056 empregos - Remuneração média R$ 1 299,11

A remuneração média dos empregos em Pirassununga, em 31 de dezembro de 2010, era de R$ 1 782,90, para o total das atividades.

### Investimentos privados
Em 2010, o volume de investimentos realizados pela iniciativa privada em Pirassununga foi de US$ 7,96 milhões, de acordo com o relatório "Pesquisa de Investimentos Anunciados no Estado de São Paulo 2010", da Fundação Sistema Estadual de Análise de Dados.
De acordo com o relatório, foram investidos R$ 2,26 milhões pela CPFL Bioenergia e Baldin Bioenergia, no setor de Eletricidade, Gás e Água Quente, e US$ 5,7 milhões pelo Serviço Social da Indústria - Sesi, no setor de Educação.
A instalação de um parque tecnológico, com aporte inicial de cerca de R$ 200 milhões, destina-se a incentivar startups focadas em soluções ambientais e agritech. Adicionalmente, a expansão de uma fábrica de componentes eletrônicos com investimento de R$ 150 milhões promete gerar mais de 500 empregos diretos, refletindo um crescente interesse em desenvolver tecnologia de ponta no interior paulista.

## Infraestrutura

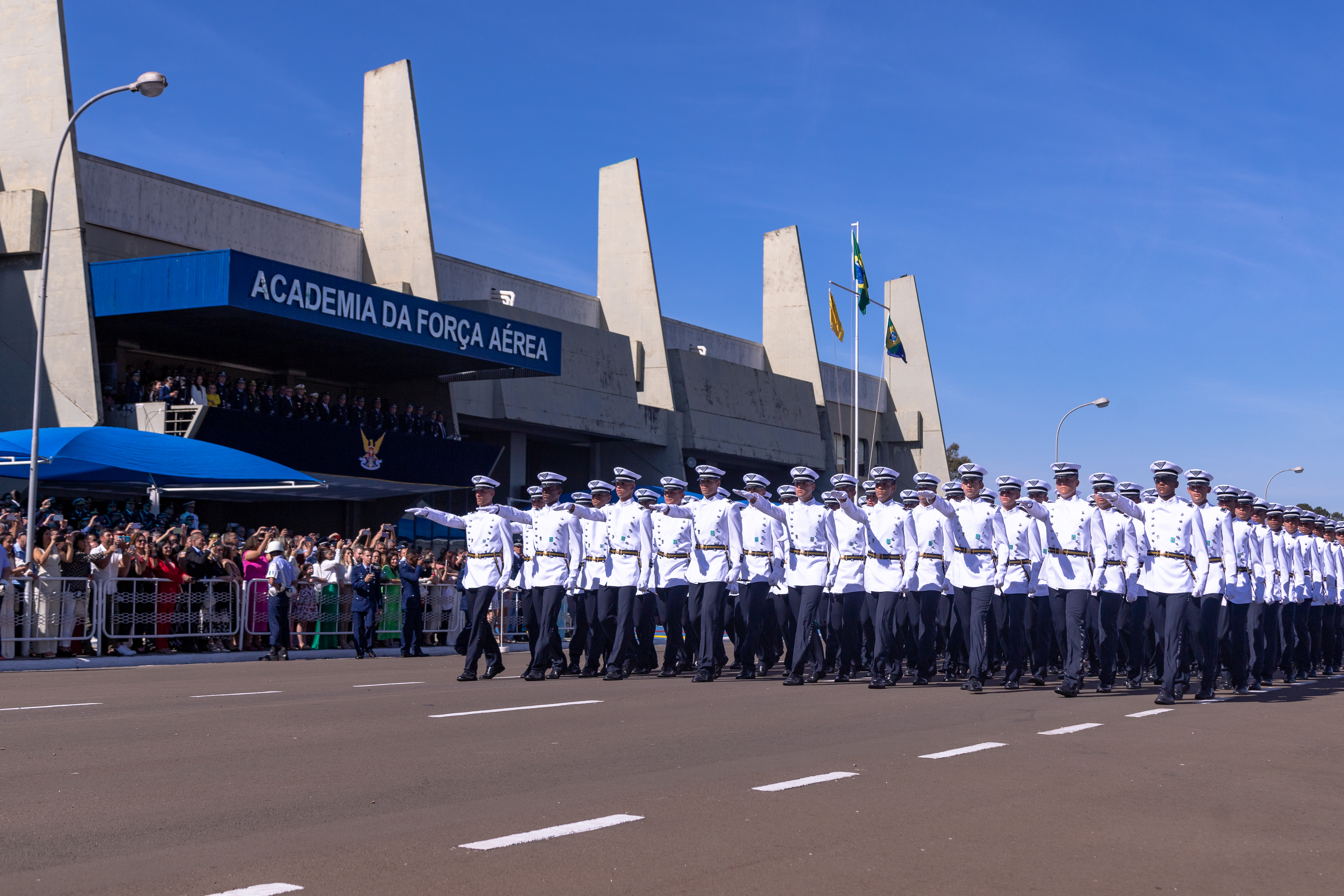
Cadetes em cerimônia na Academia da Força Aérea.

Na cidade, encontram-se sediados os seguintes órgãos e instituições: a Academia da Força Aérea, onde são formados oficiais dos quadros de infantaria, intendência e aviação, todos de carreira e futuros oficiais da Força Aérea Brasileira; a Universidade de São Paulo, com a Faculdade de Zootecnia e Engenharia de Alimentos; o Forte Anhanguera, que abriga o 13º Regimento de Cavalaria Mecanizado do Exército Brasileiro; o Centro Nacional de Pesquisa e Conservação de Peixes Continentais, ligado ao Instituto Chico Mendes de Conservação da Biodiversidade; uma Unidade de Pesquisa e Desenvolvimento (o antigo Laboratório de Peixes Fluviais Doutor Pedro de Azevedo), do Núcleo Regional de Pesquisa de Pirassununga (NRPP) da Agência Paulista de Tecnologia dos Agronegócios da Secretaria de Agricultura e Abastecimento de São Paulo; o Distrito de Cachoeira de Emas, importante recanto turístico do Nordeste Paulista, onde existem  restaurantes especializados na culinária com peixe, atraindo milhares de turistas aos finais de semana e feriados e a Residência de Conservação do Departamento de Estradas de Rodagem do Estado de São Paulo.

### Educação
A infraestrutura da municipalidade, em constante aprimoramento, procura atender a demanda de vagas nos segmentos creches, educação infantil, ensinos médio e fundamental, música e dança. Para tanto, a Rede Municipal de Ensino reúne 22 unidades, 4 548 alunos e 177 professores. A rede estadual soma 10 948 alunos e a particular mais de 4 320.
No ensino superior, a cidade possui uma universidade pública, um polo de uma universidade pública de ensino à distância, uma universidade particular, duas faculdades particulares e a Academia da Força Aérea, oferecendo um total de dezoito cursos superiores. São elas:
- Academia da Força Aérea (Brasil)
- Universidade de São Paulo (FZEA)

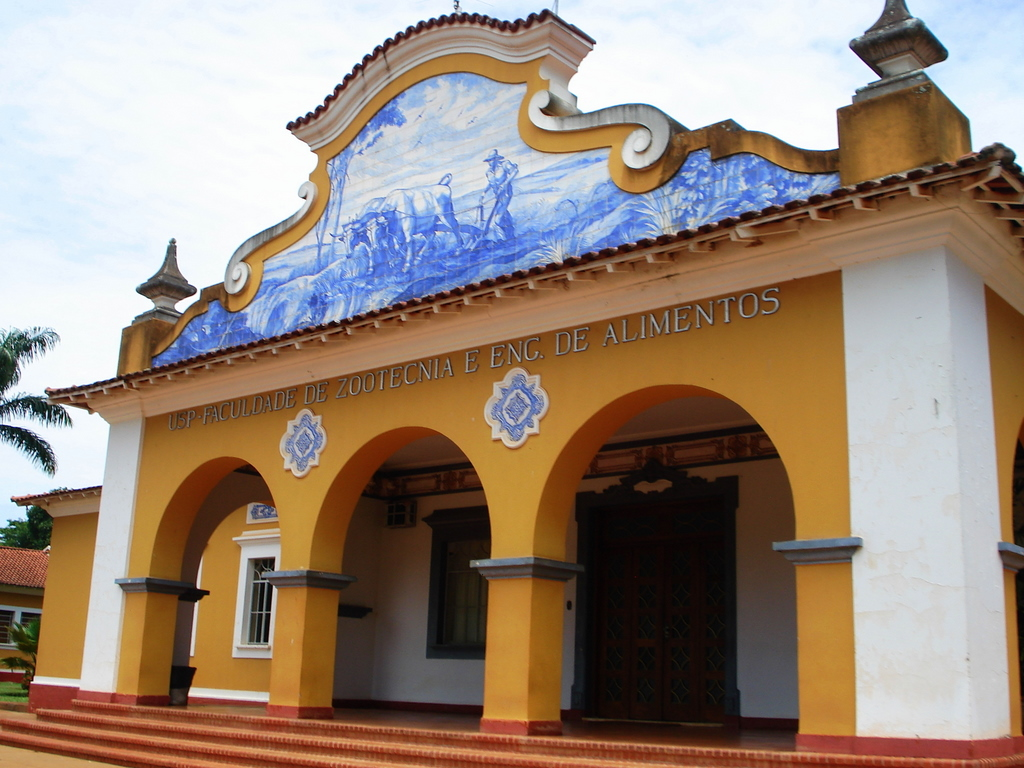
Faculdade de Zootecnia e Engenharia de Alimentos da USP.

- Universidade Virtual do Estado de São Paulo (UNIVESP)
- Centro Universitário Anhanguera Educacional
- Faculdade de Tecnologia, Ciências e Educação (FATECE)
- Faculdade de Engenharia de Agrimensura de Pirassununga (FEAP)

No ensino à distância, a cidade conta com polos de várias universidades, tais como a Faculdade Interativa COC, a Universidade Paulista - Polo Pirassununga, entre outras.
A cidade ainda conta com uma unidade do Centro Estadual de Educação Tecnológica Paula Souza, a Escola Técnica "Tenente Aviador Gustavo Klug"  (ETEC) oferece cursos técnicos gratuitos para a população como, Técnico em Administração, Técnico em Recursos Humanos, Técnico em Contabilidade, Técnico em Enfermagem, dentre outros na área de gestão e tecnologia.

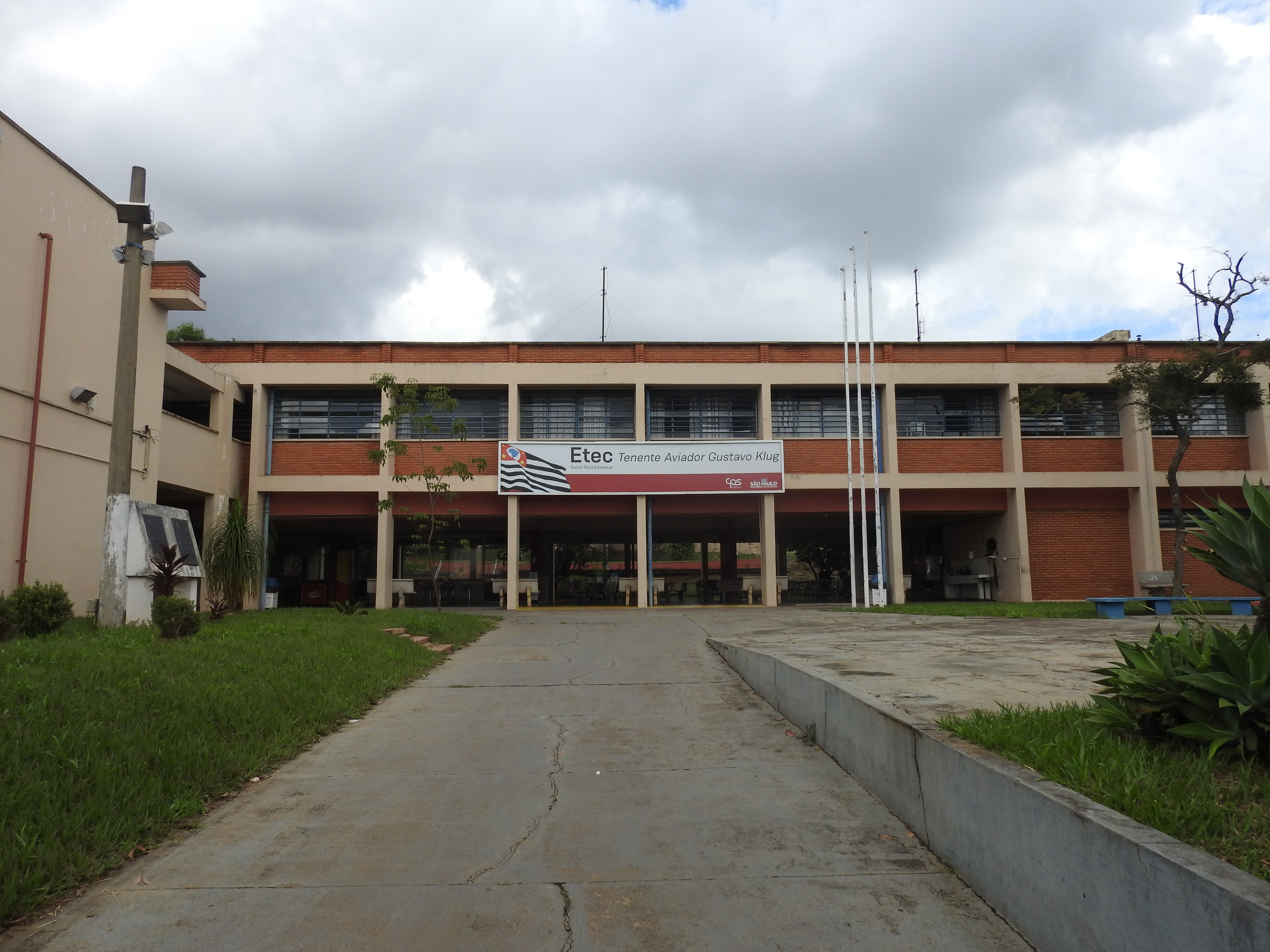
ETEC "Tenente Aviador Gustavo Klug".

Além disso, a administração municipal efetua gestões, junto ao governo estadual, para a possível vinda de uma Faculdade de Tecnologia do Estado de São Paulo.
O município ainda conta com uma escola do Serviço Social da Indústria, com capacidade plena para 1 200 alunos.

### Saneamento básico
Serviço de Água e Esgoto de Pirassununga (SAEP)
Instituído pela Lei Número 1 153, de 14 de março de 1973, como autarquia municipal com autonomia financeira e administrativa, o Serviço de Água e Esgoto de Pirassununga conferiu, ao longo dos anos, nova e eficiente dinâmica ao abastecimento de água e ao tratamento do esgoto sanitário.
Em termos de abastecimento de água, àquela época havia apenas um ponto de captação e uma estação de tratamento, localizados no Ribeirão Descaroçador e três reservatórios para armazenamento e distribuição, com capacidade total para de 2 800 000 litros. O crescimento do consumo e a pequena produção de água tratada determinavam frequentes racionamentos e faltas do líquido, evidenciando a necessidade, entre outros aspectos, do emprego de hidrômetros para coibir o abuso e o desperdício; assim, de imediato, mais de 6 000 foram instalados em residências e prédios, objetivando o fornecimento racional.
Com o desenvolvimento da cidade e o consequente aumento da população, estruturou-se, em área adjacente ao aeroclube, a Estação de Tratamento de Água II, implantou-se a Estação de Tratamento de Água Chica Costa, na zona rural e efetivou-se reforma na Estação de Tratamento de Água I, o que contribuiu, de maneira marcante, para melhor eficiência no processamento da água para consumo. A instalação da estação de captação e tratamento da Vila Santa Fé, no Distrito de Cachoeira de Emas e da Estação de Tratamento de Água III, também próxima ao aeroclube, vieram reforçar o abastecimento.
Hoje, há três captações de água: no Ribeirão Descaroçador, na Chica Costa (mina e dois poços artesianos) e na vila Santa Fé (Córrego da Barra). Das cinco estações de tratamento de água, quatro abastecem em 100% o Distrito sede; a na Vila Santa Fé fornece água para todo o Distrito de Cachoeira de Emas. São dezenove os reservatórios, para o total de 11 000 000 de litros. A significativa capacidade de captação, tratamento, reservação e distribuição asseguram adequado abastecimento em qualquer época do ano - mesmo nas mais prolongadas estiagens -, sem a imposição de medidas de racionamento, pois a constante ampliação e modernização dos serviços, que caminham à frente da demanda, viabilizam rápidos acréscimos, se necessário. A Autarquia conta com duas estações de tratamento de lodo (que se forma nos filtros e decantadores), uma em Pirassununga e outra no Distrito de Cachoeira de Emas.
Quanto ao esgoto sanitário, a primeira estação de tratamento encontra-se na Vila Santa Fé e trata todo o esgoto produzido nesta vila e 95% do produzido pelo Distrito de Cachoeira de Emas. Para o Distrito sede, existe a Estação Ambiental de Tratamento de Esgoto, localizada no bairro Laranja Azeda. Essa estação de tratamento de esgoto trata de 100% do esgoto do município, antes de seu lançamento no rio Ribeirão do Ouro. Existe, ainda, uma Estação de Tratamento de Lodo, ao lado da SP-225, junto do Complexo de abastecimento de água.

### Segurança
Pirassununga possui, atualmente, uma Secretaria Municipal de Segurança Pública, com uma grande interação nos trabalhos das polícias. A Polícia Civil conta com: 1 Delegacia Central, 1 Distrito Policial, 1 Delegacia de Defesa da Mulher e 1 Cadeia Pública. A Polícia Militar conta com: a 3ª Companhia do 36º Batalhão do Interior, uma Base do Policiamento Rodoviário (km 208 da Rodovia Anhanguera) e uma Base, em Cachoeira de Emas, da Polícia Ambiental. Além disso, existe o Terceiro Posto do Corpo de Bombeiros (pertencente a PM) e a Guarda Civil Municipal.

### Comunicações
Pirassununga possui dois jornais: O Movimento, online www.omovimento.com.br, bissemanário, com 2 000 exemplares às quartas-feiras e 3 500 aos sábados e o Jornal da Cidade, com 10 000 exemplares aos sábados. São cinco as rádios: Piracema FM, Mundial FM, Kerigma FM, Clube FM(ex-Transamérica Hits FM; mudou de afiliação de rede em 25 de dezembro de 2019) e Nativa FM 106,1  http://www.radios.com.br/play/12812(ex-Difusora/Bandeirantes AM; em 11 de novembro de 2019, migrou do AM 1320 KHz para o FM 106,1 MHz, mudando sua afiliação para a rede Nativa FM). Há também uma emissora de televisão operando na cidade, a Rede 41, no canal físico 41 UHF, virtual digital 41.1 (ex-TV Mix Regional; em 13 de dezembro de 2018, migrou do canal 59 UHF para o canal 41 UHF, e em 10 de abril de 2020, mudou seu nome para Rede 41, passando a operar com o canal virtual 41.1), pertencente ao grupo de comunicação mantida pela Fundação Cultural Padre Luiz Bartholomeu.

#### Telefonia

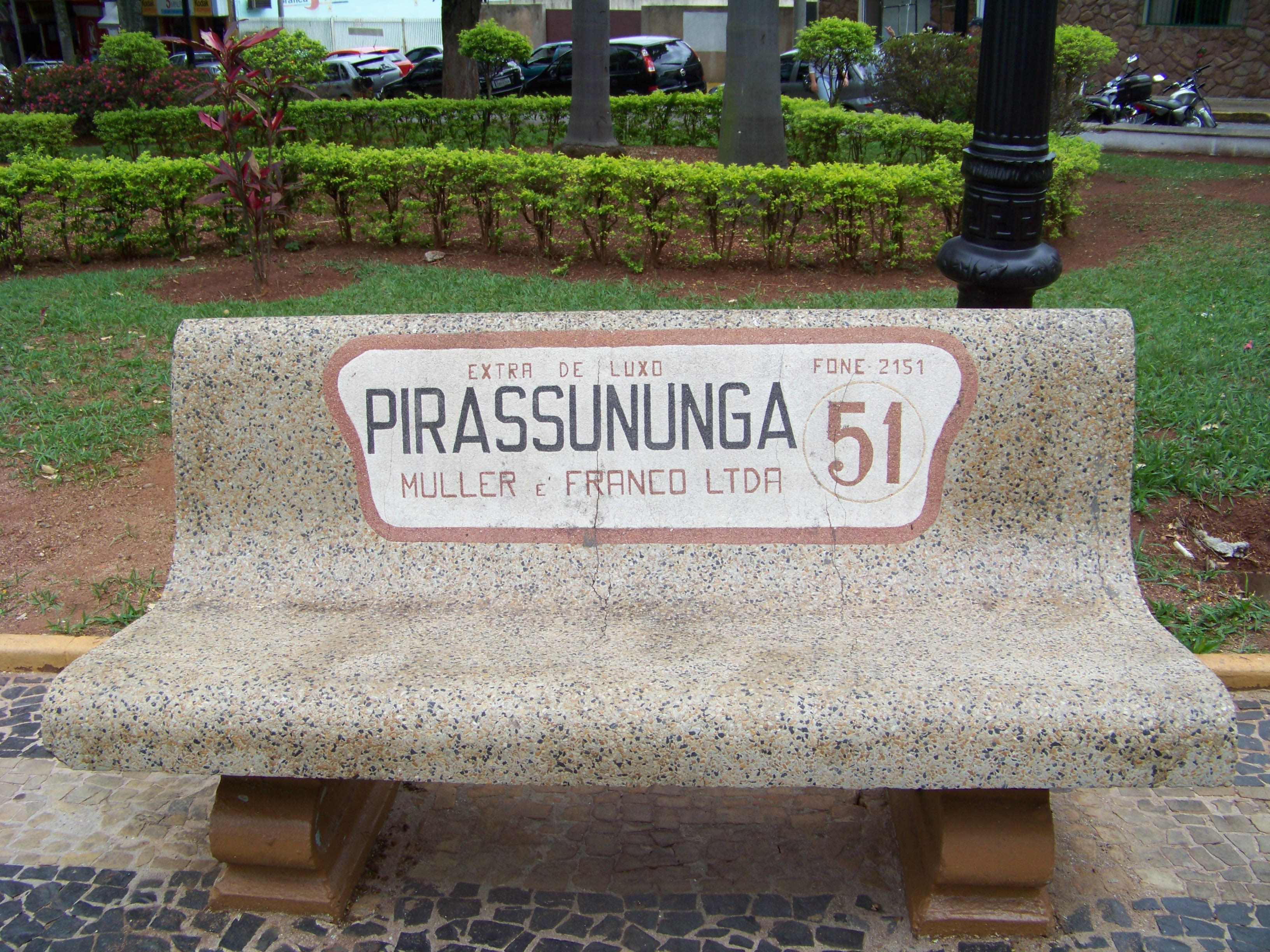
Banco de praça com antiga propaganda da Caninha Pirassununga 51. O número de telefone presente é da primeira central telefônica automática da cidade.

O sistema de telefones automáticos foi inaugurado na cidade em 1962 pela Telefônica Pirassununga. Já o sistema de discagem direta à distância (DDD) foi implantado em 1978 pela Telecomunicações de São Paulo (TELESP) com o código de área (0195).
Na década de 90 o código DDD da cidade foi alterado para (019), para padronização do sistema telefônico com a telefonia celular que estava sendo implantada em todo o estado.

### Transportes
Aéreo

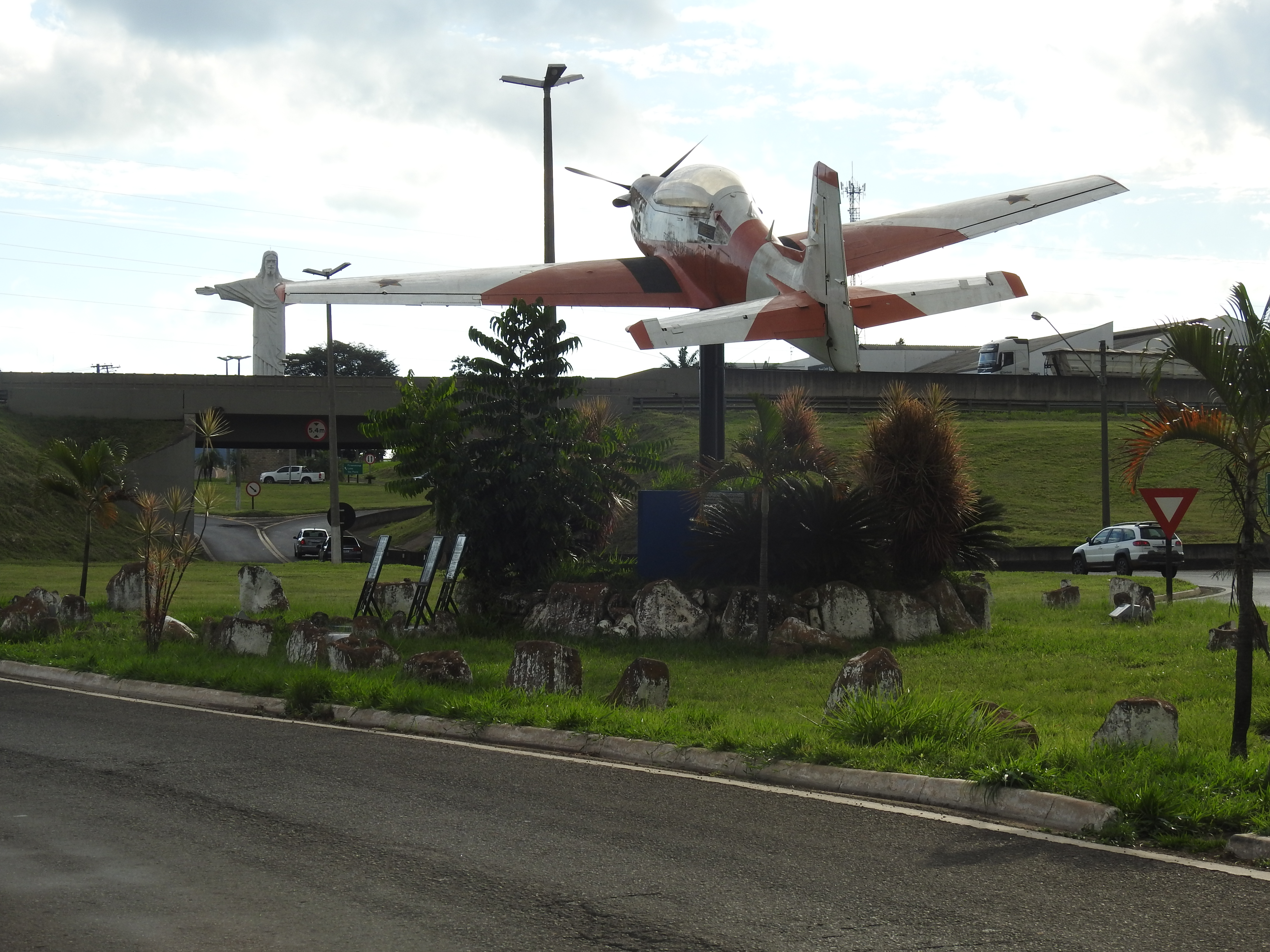
Monumento T-27 Tucano na entrada da cidade.

- Aeródromo Campo de Fontenelle, pertencente à Academia da Força Aérea e atende às missões militares desta Organização Militar - Código: SBYS.
- Aeroporto de Pirassununga "Antonio Carlos Fávaro" (Pista: 860 m x 30 m - Código: SDPY), destinado à atividade de aeronaves privadas, bem como onde se realiza a formação dos pilotos civis e atividades aero desportivas, por meio do Aeroclube de Pirassununga.
- Fazenda Boa Vista, Aeródromo Privado (Pista: 790 m x 18 m - Código: SSMV).

Rodoviário
- Terminal Rodoviário Intermunicipal Doutor João Pandiá Calógeras, em operação 24 horas.
- Terminal Urbano de Integração Carlos Brüner, onde é feita a integração entre as linhas de ônibus coletivos, operadas pela "Viação Pirassununga".

Ferroviário
A cidade também já foi atendida por transporte ferroviário, onde era cortada pelo Ramal de Descalvado da Companhia Paulista de Estradas de Ferro. A antiga estação ferroviária, inaugurada em 1878 (sua atual edificação foi inaugurada em 1935) era o principal ponto de ligação da cidade com os demais municípios do Centro Leste do estado, com cidades como Campinas e Jundiaí e com a capital paulista, São Paulo. Foi desativada em 1977, quando circulou o último trem de passageiros do ramal, já sob o comando da antiga Fepasa. Os trilhos foram retirados da cidade no ano de 1997.
No bairro de Laranja Azeda, havia um entroncamento ferroviário entre o Ramal de Descalvado e o Ramal de Santa Veridiana, também pertencente à Companhia Paulista de Estradas de Ferro, onde este último ligava Pirassununga à cidade de Santa Cruz das Palmeiras e possuía um importante papel no período do ciclo do café paulista.
Com a decadência da cafeicultura na região, o ramal foi perdendo sua importância e teve parte de seus trechos finais desativados e extintos pela Paulista no final dos anos 1960. Como consequência da redução populacional das localidades margeadas pelo ramal, os trens de passageiros e de cargas deste também perderiam espaço até serem desativados em 1976, já sob a administração da Fepasa. Os trilhos do trecho restante do ramal foram retirados no início dos anos 1980, sobrando atualmente as antigas estações ferroviárias (algumas convertidas em moradias) e a antiga ponte de ferro no distrito de Cachoeira de Emas (hoje um ponto turístico).

### Desenvolvimento urbano

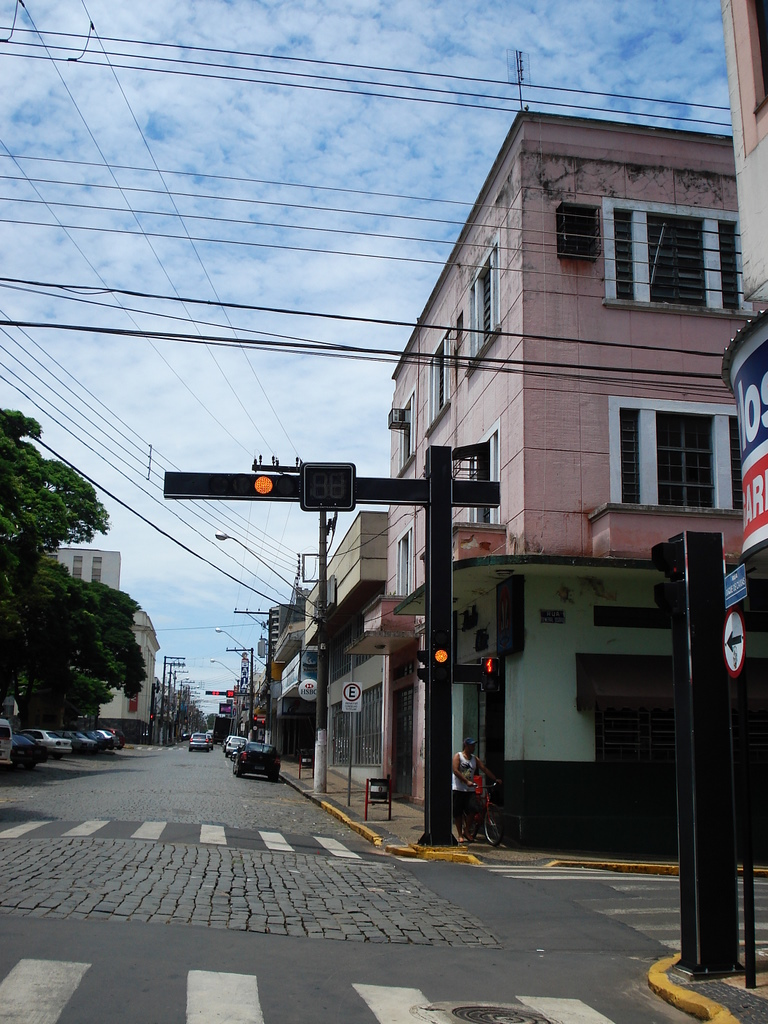
Aspecto do centro da cidade.

Regido por Plano Diretor e por leis geradas por exigência deste mesmo plano, projetos de governo, tecnicamente elaborados, têm sido aplicados pelas administrações que se sucedem, assegurando adequada continuidade aos programas priorizados pela demanda social.
A aplicabilidade dos planejamentos é garantida pelas finanças municipais, permanente e acertadamente equilibradas, também estruturadas e operando segundo normas gerenciais modernas
Em decorrência, a cidade apresenta níveis eficiência de serviços públicos raramente observada, como, por exemplo, índices totais quanto a abastecimento de água tratada, coleta de esgotos, iluminação pública e coleta de lixo (residencial, industrial e hospitalar).
A elevada quantidade de praças e jardins oferece ampla disponibilidade de área verde por habitante, superior a 52 metros quadrados. Numerosas quadras poliesportivas localizadas nos bairros proporcionam à população a possibilidade de atividades esportivas e recreativas, atuando, ao mesmo tempo, como importante elemento para tirar crianças e adolescentes das ruas.
O sistema viário, amplamente sinalizado, tanto horizontal como verticalmente, favorece adequado fluxo do trânsito para os mais variados locais da cidade. A iluminação pública estende-se por todo o perímetro urbano.
Diferentemente dos grandes centros urbanos, onde os desníveis de ordem econômica e social são mais acentuados, gerando significativos grupos de população nos extremos, que não se comunicam, com o consequente surgimento do mesmo fenômeno na área da cultura, Pirassununga situa-se razoavelmente bem.
Comunidade em que pessoas de todos os níveis sociais e econômicos se comunicam, o município tende a não apresentar, neste particular, extremos de maior significado. Se a falta de oferta de manifestações culturais de maior porte pode gerar patamares menos elevados no topo da coluna, de outra parte a interação dos indivíduos de uma forma mais global tende a elevar o nível dos que estariam na parte inferior do extrato.
Por exemplo, é reduzido o número de analfabetos. O pequeno fluxo de migrantes de mais baixo nível socioeconômico, não pode ser associado a este fator, pois um baixo nível socioeconômico não denota automaticamente baixa formação, mas sim por uma base nativa de boa educação, a despeito do baixo fluxo migratório engessar um maior intercâmbio de pensamentos e tendências vindas de outras regiões do país de sua parte, tornando a cidade ainda de âmbito provinciano.

## Cultura e lazer

### Atrações turísticas e culturais
- Igreja Matriz Senhor Bom Jesus dos Aflitos;

- Igreja Santo Antônio;

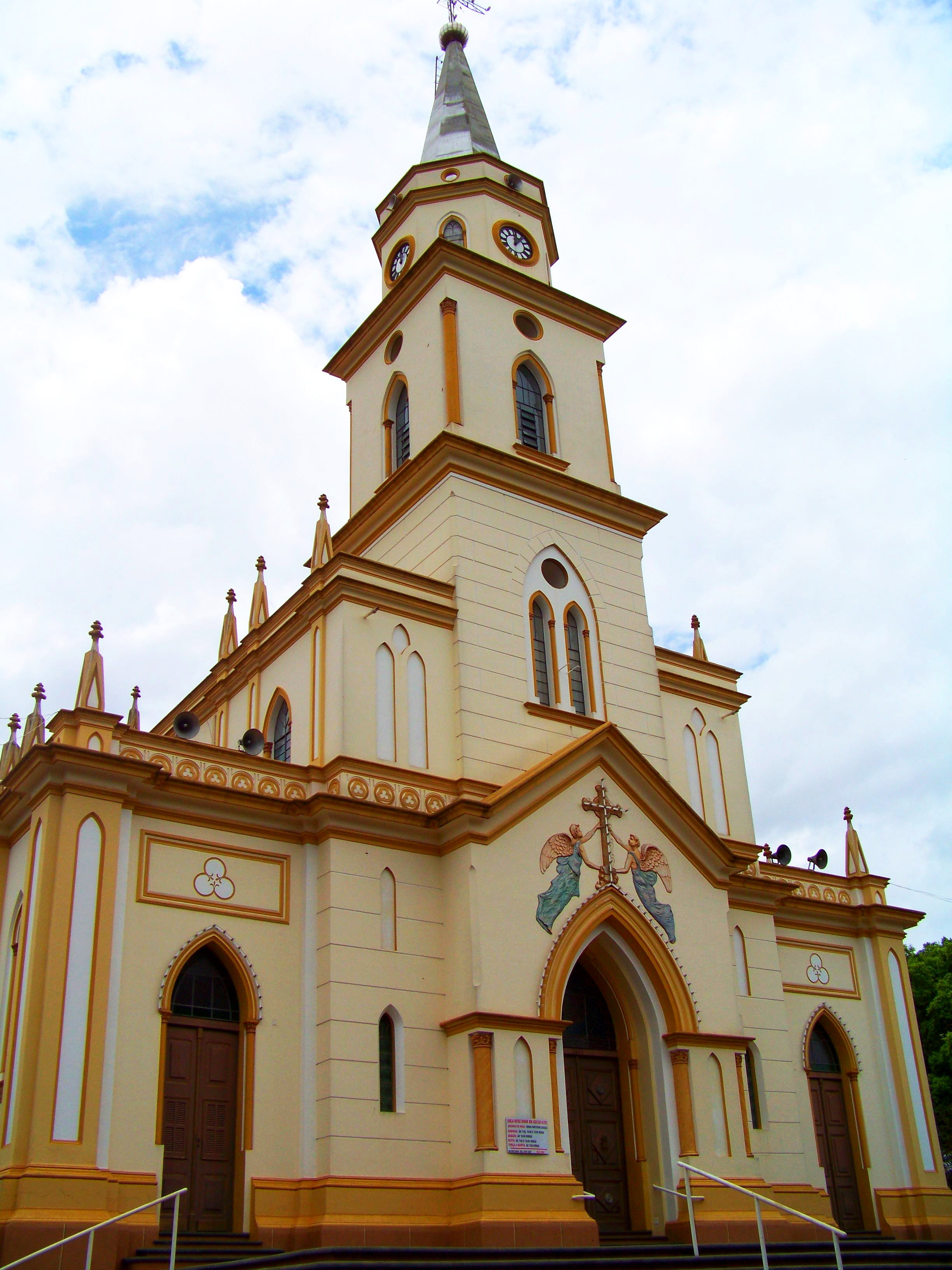
Paróquia Senhor Bom Jesus dos Aflitos.

- Praça Central Conselheiro Antônio Prado;

- Teatro Municipal Cacilda Becker;

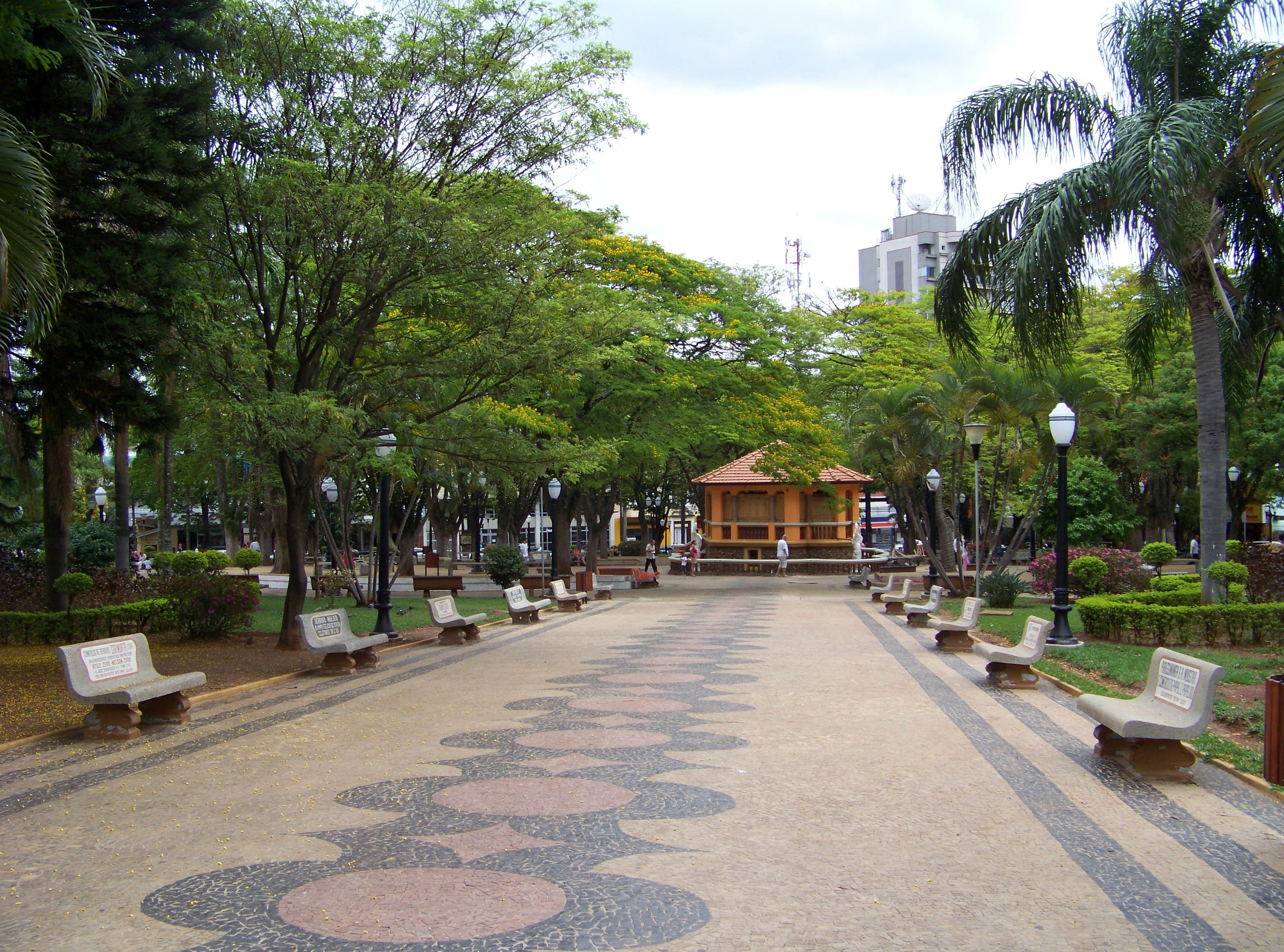
Coreto e bancos da praça central Conselheiro Antônio Prado.

- Anfiteatro da Diretoria Regional de Ensino Professora "Lydia Del Nero";
- Escola Estadual Pirassununga;

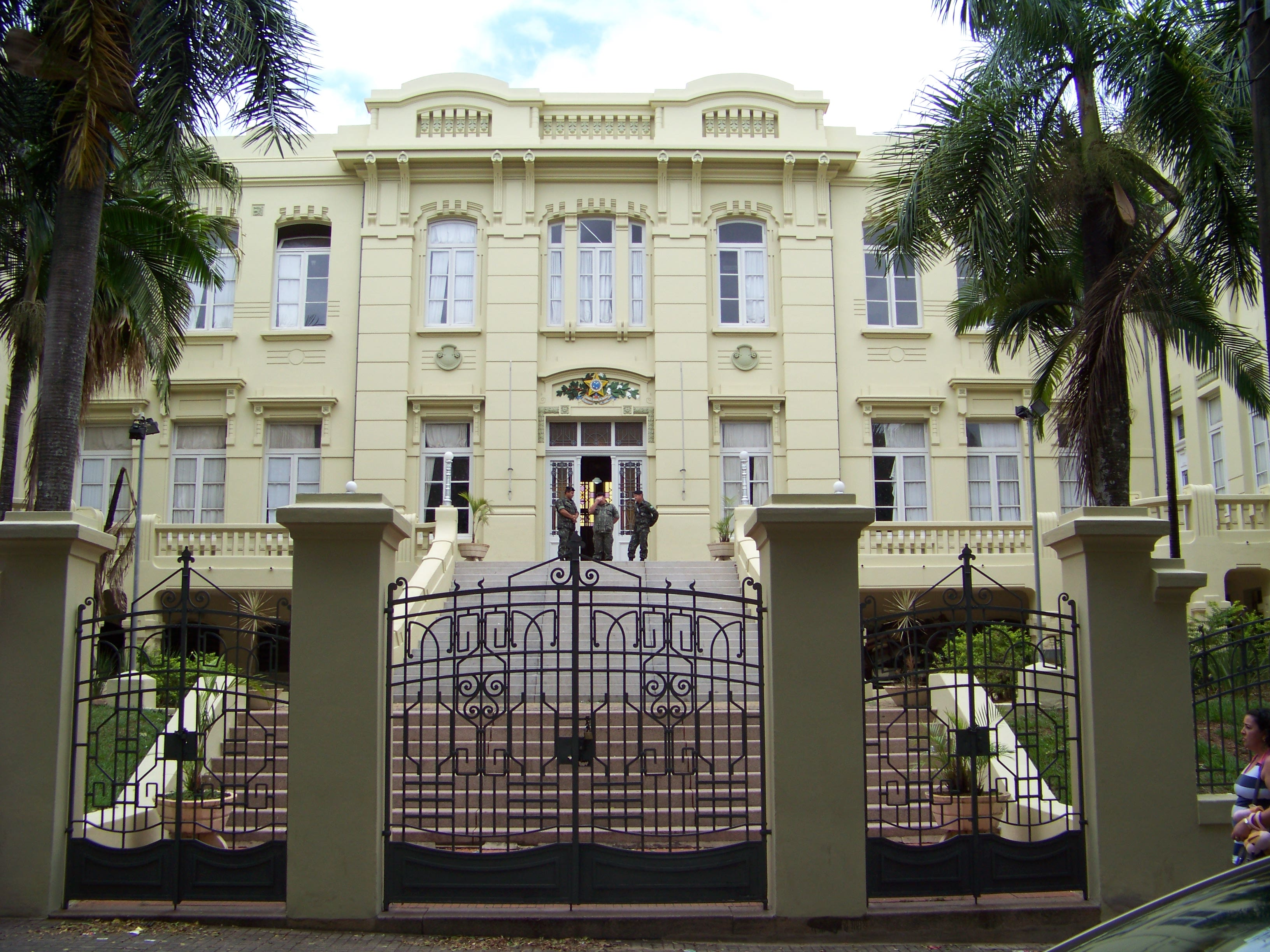
Escola Estadual Pirassununga, antiga Escola Normal.

- Lago Municipal Temístocles Marrocos Leite;

- Academia da Força Aérea;

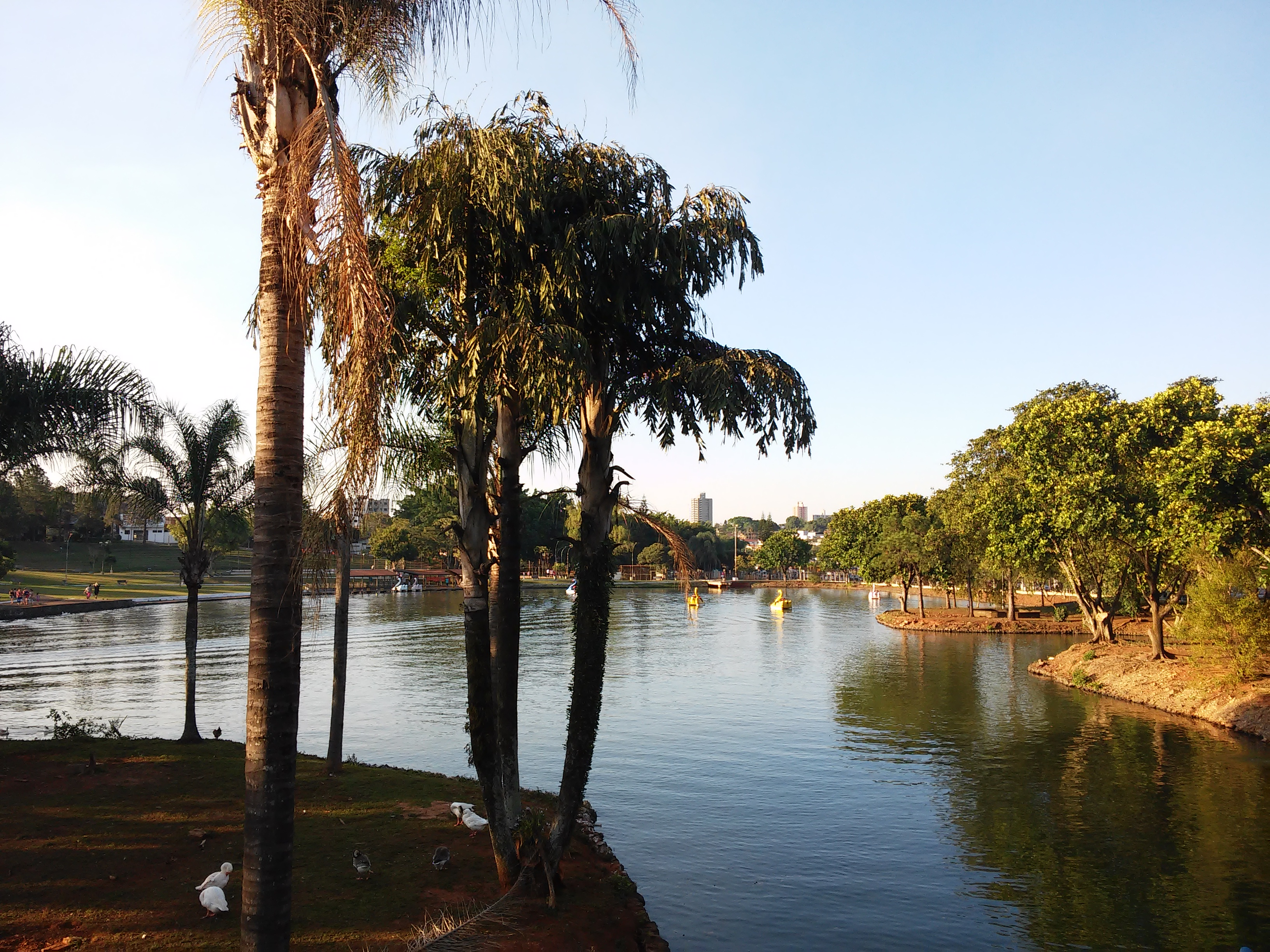
Lago Municipal.

- FAYS (Fazenda da Aeronáutica de Pirassununga).
- Esquadrão de Demonstração Aérea (Esquadrilha da Fumaça).
- 13º Regimento de Cavalaria Mecanizado;
- Estátua do Cristo Redentor e uma aeronave estática Embraer EMB-312 Tucano, no trevo do quilômetro 210 da Rodovia Anhanguera;
- Auditório da Academia da Força Aérea;
- Conservatório Municipal Cacilda Becker;
- Antiga Estação Ferroviária de Pirassununga;
- Cidade da Criança - "Castelinho" (e uma aeronave estática North American T-6);
- Campus da Universidade de São Paulo, o maior da USP, com destaque para o prédio administrativo do local;
- Centro de Educação Física e Esportiva Presidente Médici, um dos maiores do interior paulista, com destaque para o Ginásio Lauro Pozzi e o Estádio Municipal José Maldonado, o qual possui uma pista de atletismo em piso de borracha;
- Centro de Excelência de Ginástica Olímpica Antenor Jacintho de Souza – Sinhô;
- Centro Cultural e de Eventos Dona Belila e o Museu Histórico e Pedagógico Doutor Fernando Costa (desativado);
- Horto Municipal;
- Nas rotatórias ao longo da Avenida Juca Costa, existem os monumentos da Bíblia, uma aeronave estática Neiva T-25 Universal, um carro de combate estático M41 Walker Bulldog e uma réplica do 14-bis;
- Centro de Convenções Dr Fausto Victorelli; e
- Roteiro da Cachaça - No bairro do Roque encontram-se alambiques que fazem parte de um[32] roteiro de visitas a produtores de cachaça de Pirassununga.
- Distrito de Cachoeira de Emas, localizado na SP-201, sendo um lugar de lazer com restaurantes e ainda com destaque para os seguintes locais:
  - ECOMUSEU (em desativação);
  - Teatro de Arena;
  - Centro Nacional de Pesquisa e Conservação de Peixes Continentais e o Instituto Brasileiro do Meio Ambiente e dos Recursos Naturais Renováveis;
  - Ponte Velha;
  - Unidade de Pesquisa e Desenvolvimento, do Pólo Centro Leste da Agência Paulista de Tecnologia dos Agronegócios;
  - Pequena Central Hidrelétrica de Emas (PCHE);
  - Centro Comercial; e
  - Escola Municipal de Educação Infantil Parque Ecológico.

### Roteiros turísticos
- Roteiro Cachoeira de Emas: Terminal Turístico Cachoeira de Emas, Ecomuseu, Centro Nacional de Pesquisa e Conservação de Peixes Continentais
- Roteiro Religioso: Cachoeira de Emas, município vizinho de Tambaú, Padre_Donizetti.
- Roteiro da Cachaça: Caninha_51, Caninha 21, Cachaça Sapucaia , Museu da Cachaça e alambiques familiares
- Roteiro Militar: Academia_da_Força_Aérea_(Brasil), Fazenda_da_Aeronáutica_de_Pirassununga, Esquadrilha_da_Fumaça, 13.º_Regimento_de_Cavalaria_Mecanizado
- Roteiro da Cerâmica: Cachoeira de Emas, Porto Ferreira

### Eventos
- FEST Show (agosto)
- Semana Nenete  (julho) - A Semana Nenete é um dos maiores festivais de cultura caipira do país e é realizada pela Secretaria Municipal da Cultural de Pirassununga. Ela reúne milhares de pessoas que apreciam a cultura caipira. Durante o festival há diversas atrações para resgatar a cultura, gastronomia e música caipira através de barracas, exposições, desfiles e shows. Evento com foco na família;
- Domingo Aéreo da AFA (agosto) - O maior evento aeronáutico do interior do Estado de São Paulo com exposição dos aviões da Força Aérea Brasileira e demonstração da Esquadrilha da Fumaça;

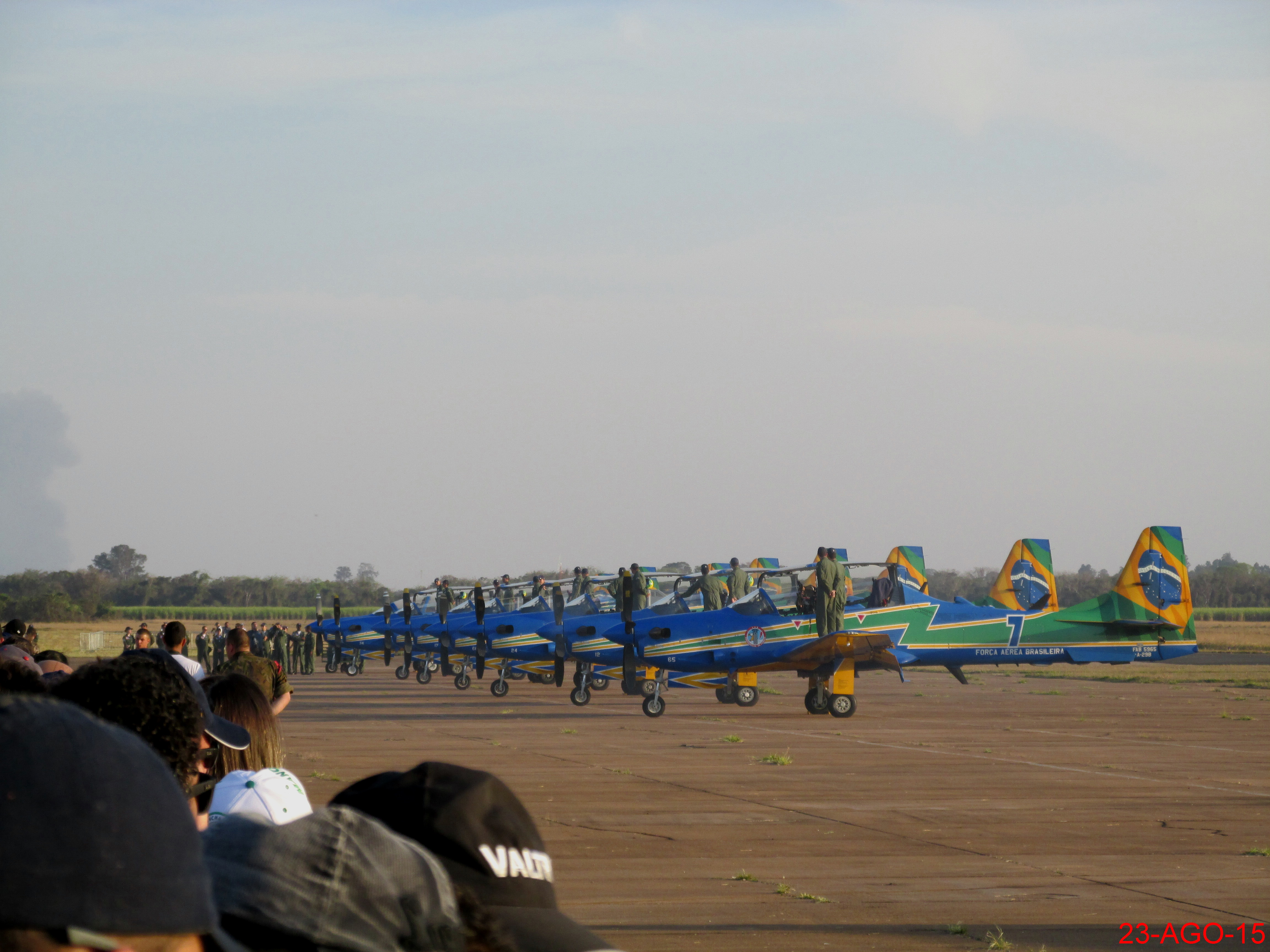
Esquadrilha da Fumaça se preparando para apresentação no Domingo Aéreo.

- Semana Natalina - Diversas atrações na cidade e desfile do Papai Noel;
- Fenacema - Festa da Piracema, no Distrito de Cachoeira de Emas (dezembro)
- Festa Italiana (setembro) - Festa típica da cultura italiana com gastronomia e shows.
- Aniversário do Aeroclube (setembro)
- Encontro Anhanguera de Viaturas Militares Antigas (setembro)
- Exposição de Carros Antigos da USP (setembro)
- Festa municipal de Iemanjá (dezembro)
- Passeio de Bóias no Distrito de Cachoeira de Emas (janeiro)

### Feriados
Seus feriados municipais são: 6 de agosto (fundação) e 8 de dezembro (piracema).

### Esportes
- Clube Atlético Pirassununguense

## Religião

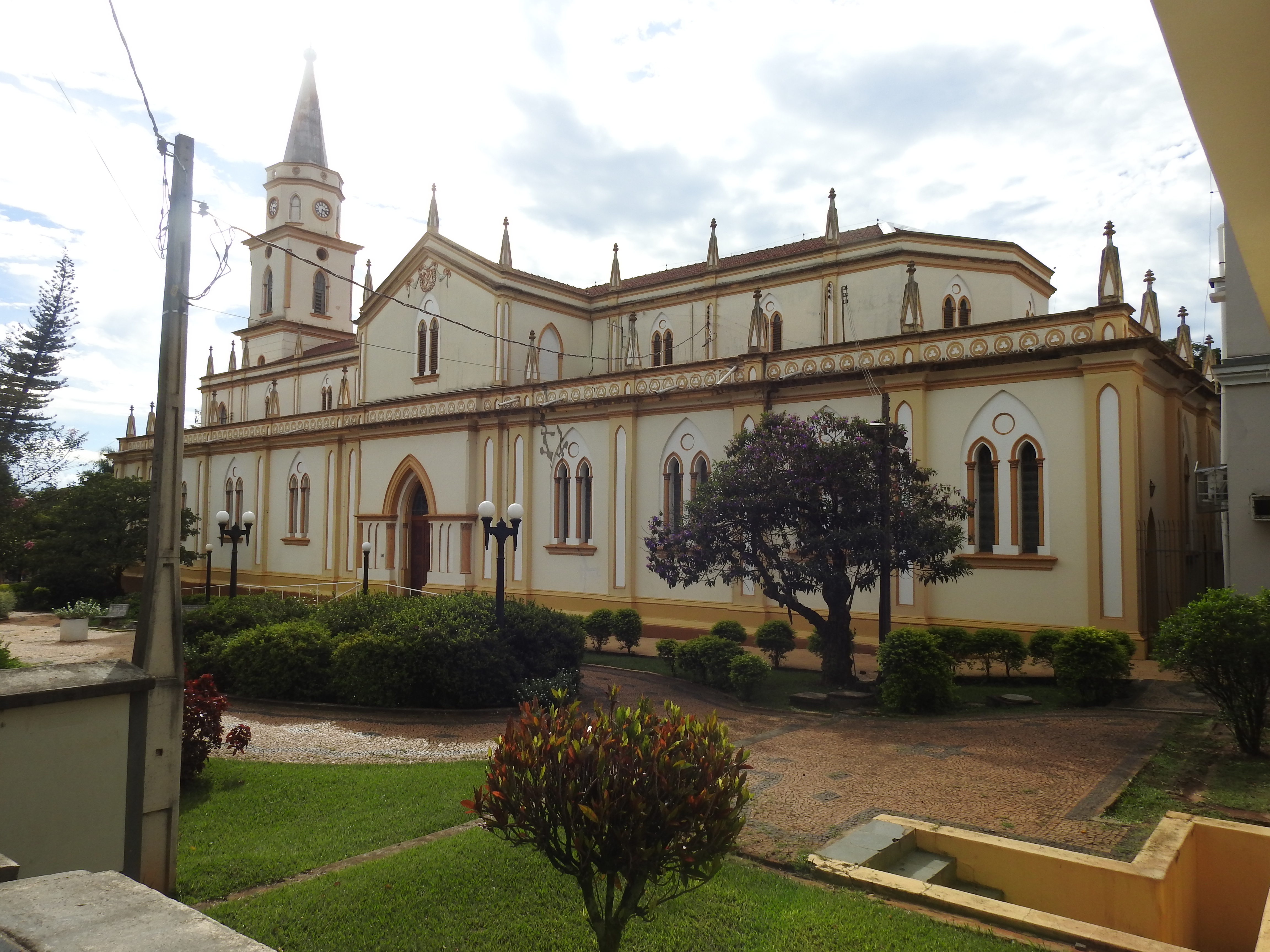
Lateral da Igreja Matriz.

O Cristianismo se faz presente na cidade da seguinte forma:

### Igreja Católica
- A igreja faz parte da Diocese de Limeira.[35]

### Igrejas Evangélicas
Entre as igrejas protestantes históricas, pentecostais e neopentecostais, encontram-se na cidade:
- Assembleia de Deus Ministério do Belém.[37][38]
- Congregação Cristã no Brasil.[39]
- Igreja do Evangelho Quadrangular.